# جانيت لي
جانيت لي (بالإنجليزية: Janet Lee) (بالصينية: 李慧芝) مواليد 22 أكتوبر 1976 في إنديانا، الولايات المتحدة، هي لاعبة كرة مضرب تايوانية سابقة بدأت مسيرتها كمحترفة سنة 1995 وكانت تلعب باليد اليمنى، اعتزلت اللعب في 2006. أعلى تصنيف لها في الفردي كان المركز الـ 79 في سنة 1998. أعلى تصنيف لها في الزوجي كان 20. سبق أن شاركت في دورة الألعاب الأولمبية الصيفية.

## روابط خارجية
- جانيت لي على موقع رابطة محترفات التنس (الإنجليزية)
- جانيت لي على موقع الاتحاد الدولي لكرة المضرب (الإنجليزية)
- جانيت لي على موقع كأس بيلي جين كينغ (الإنجليزية)
- جانيت لي على موقع خلاصة التنس.كوم (الإنجليزية)
- جانيت لي على موقع أوليمبيديا (الإنجليزية)